# Rammu
Rammu (Duits: Rammo, Zweeds: Ramö) is een eiland van Estland in de Finse Golf, gelegen op 4 km ten noorden van het schiereiland Kaberneeme, dat deel uitmaakt van de gelijknamige plaats. Het eiland behoort tot de gemeente Jõelähtme in de provincie Harjumaa. Binnen die gemeente heeft het eiland sinds 1997 de status van apart dorp. Het heeft een oppervlakte van 1,03 km².
Bij het dorp Rammu horen zes kleine eilandjes, waarvan Allu met 1,3 ha het grootste is.

## Bevolking
Volgens de website van de gemeente had het eiland afwisselend één bewoner en geen bewoners:
| Jaar            | 2011 | 2014 | 2020 | 2021 | 2022 | 2023 |
| --------------- | ---- | ---- | ---- | ---- | ---- | ---- |
| Aantal inwoners | 0    | 1    | 0    | 1    | 1    | 0    |

Volgens het Estisch bureau voor de Statistiek had Rammu echter 3 inwoners op 31 december 2021.

## Natuurgebied
Het eiland is een onderdeel van het natuurpark Kolga lahe maastikukaitseala, dat de eilanden in de Baai van Kolga (Estisch: Kolga laht) omvat. De baai wordt begrensd door het schiereiland Kaberneeme in het westen en het schiereiland Juminda in het oosten. Behalve Rammu liggen ook o.a. de eilanden Koipsi en Pedassaar in het natuurpark. Ook Allu (een vogelreservaat) en de andere kleine eilandjes rond Rammu vallen eronder.
Het eiland bestaat vooral uit zandgrond. Verspreid over het eiland liggen een groot aantal zwerfstenen. Ook zijn er een paar meertjes. De vegetatie bestaat uit grove dennen, lijsterbessen, wilgen en rietland. Een deel is aangeplant. Het hoogste punt ligt 3,4 meter boven de zeespiegel.
In 1986 kreeg het eiland twee vuurtorens, een van 15 meter aan de westkant en een van 30 meter aan de oostkant. In de vroege jaren negentig werden beide vuurtorens buiten gebruik gesteld. De hoge vuurtoren, die door roest was aangetast, begaf het op 12 januari 2017 tijdens een storm en brak in tweeën.

## Geschiedenis
Het eiland werd voor het eerst genoemd in 1564 als Holm des Herman Zöge, ‘eiland van Herman Zöge’. Zöge was de eigenaar van het landgoed Hannijöggi (Anija). Het eiland bleef ten minste tot in 1840 onder Anija vallen. Daarna viel het onder het landgoed van Kotzum (Kodasoo). De eerste bewoners waren twee Finnen, die zich hier vestigden in het begin van de 18e eeuw. In 1768 lagen er twee boerderijen op het eiland: Rammusaare Jaack en Rammusaare Jahn. Het eiland zelf heette achtereenvolgens holm Ramboe (1570), Rammo Saar (1737), Rammusaar (1768), Rammosaar (1798 en 1855) en Rammu-saar (1893). In het onafhankelijke Estland had het eiland de status van dorp, maar na 1940 kwam het niet meer op de lijst van dorpen voor. Pas in 1997 kreeg het weer de status van dorp.
Op het eind van de jaren dertig van de 20e eeuw had het eiland ongeveer 100 inwoners. 22 vissers met hun families woonden er. Tussen 1922 en 1944 was er ook een basisschool op het eiland. In 1952 dwong de grenswacht van de Sovjet-Unie alle inwoners te vertrekken. Het eiland werd militair terrein en was voor niet-militairen niet toegankelijk. Pas in 1992 kreeg Estland weer de controle over het eiland.

## Foto's

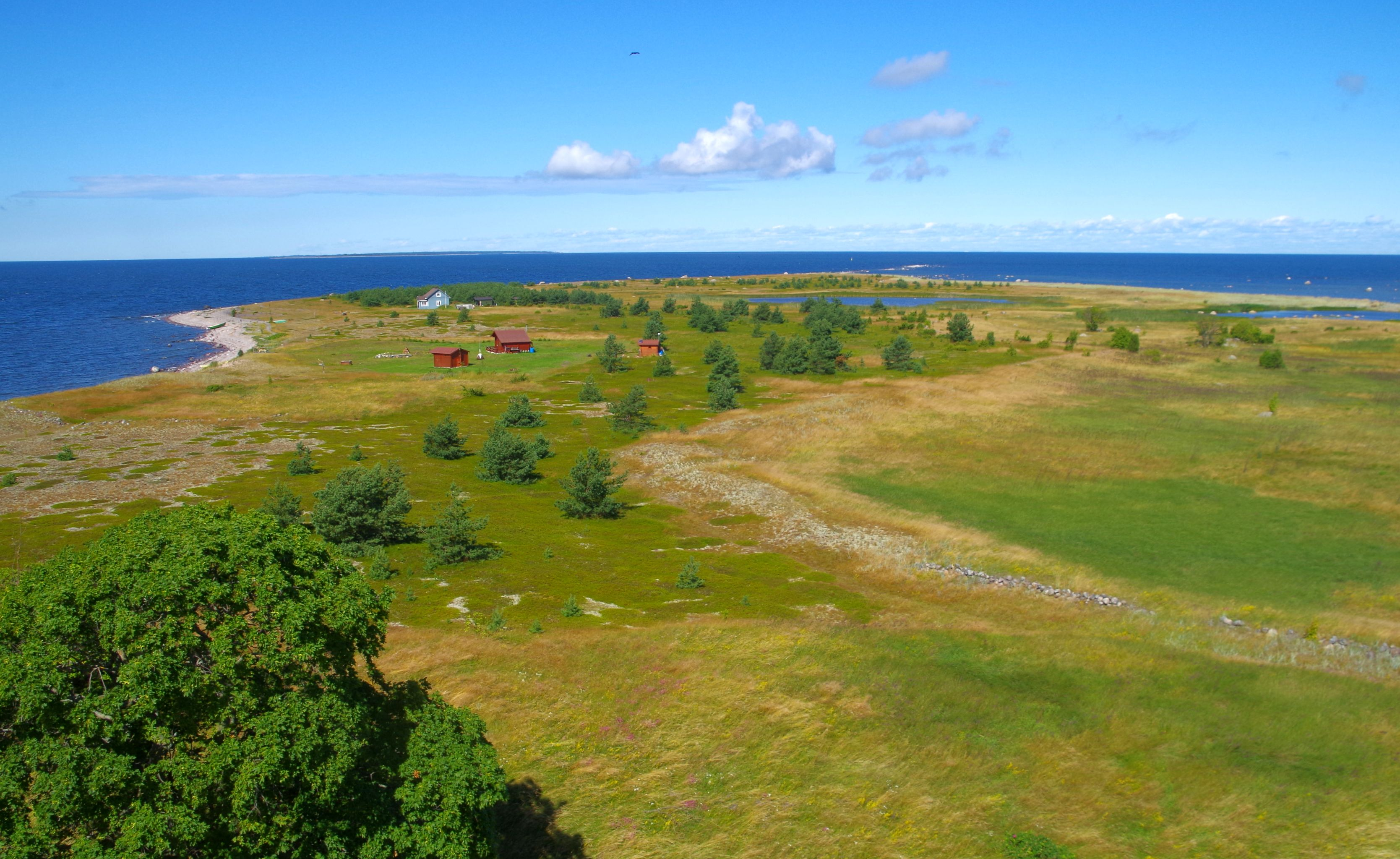
De kust
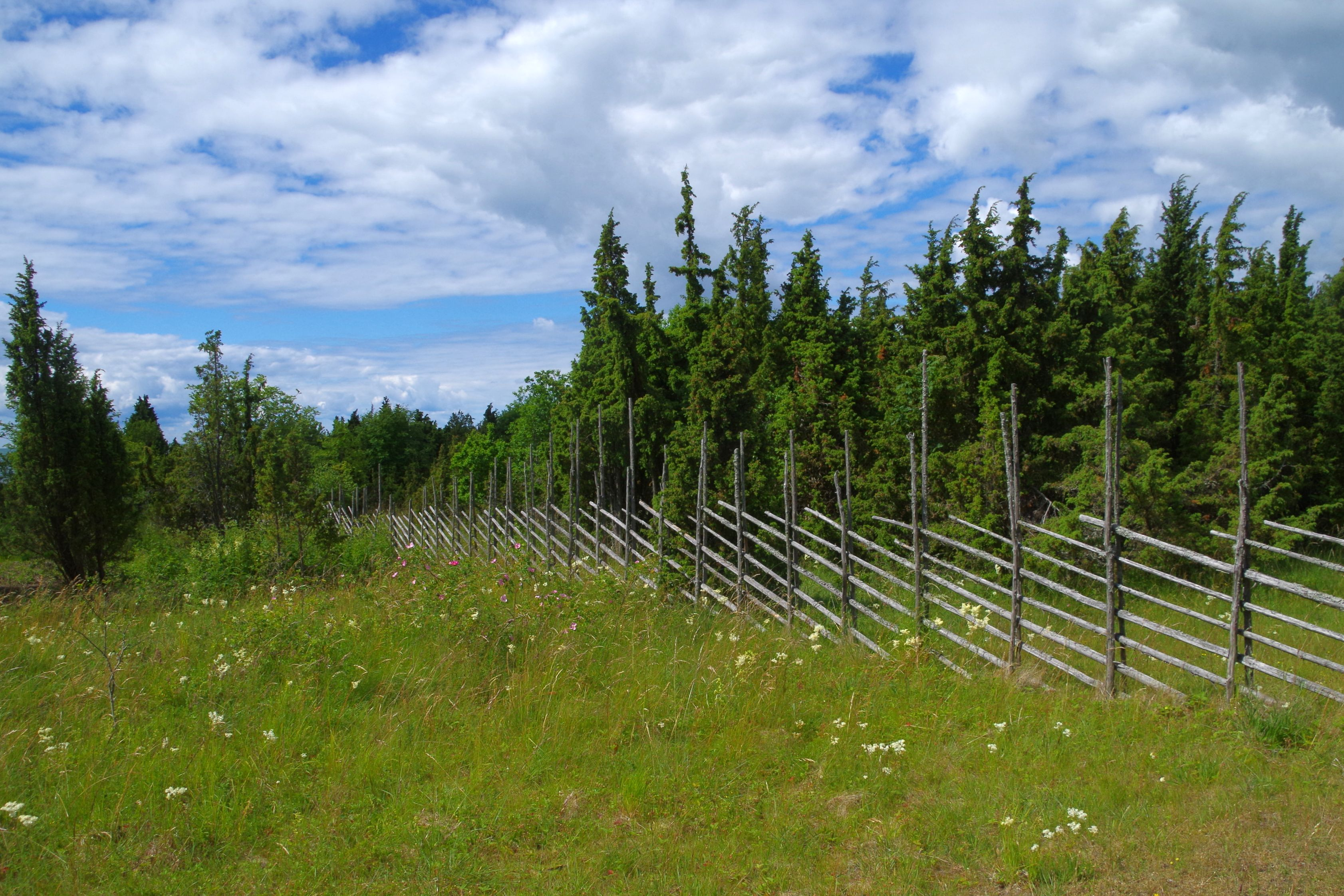
Dennenbos
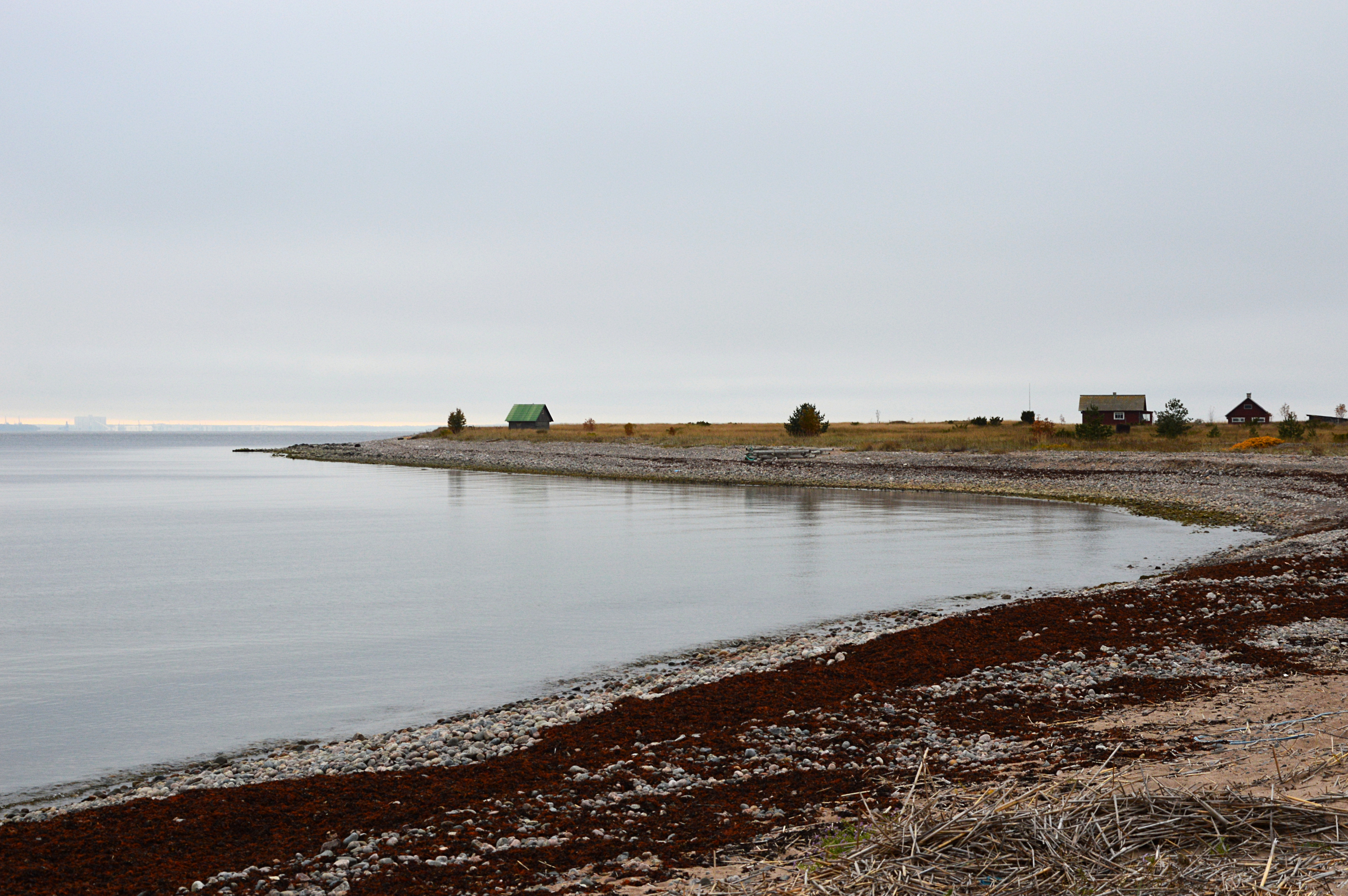
Het strand
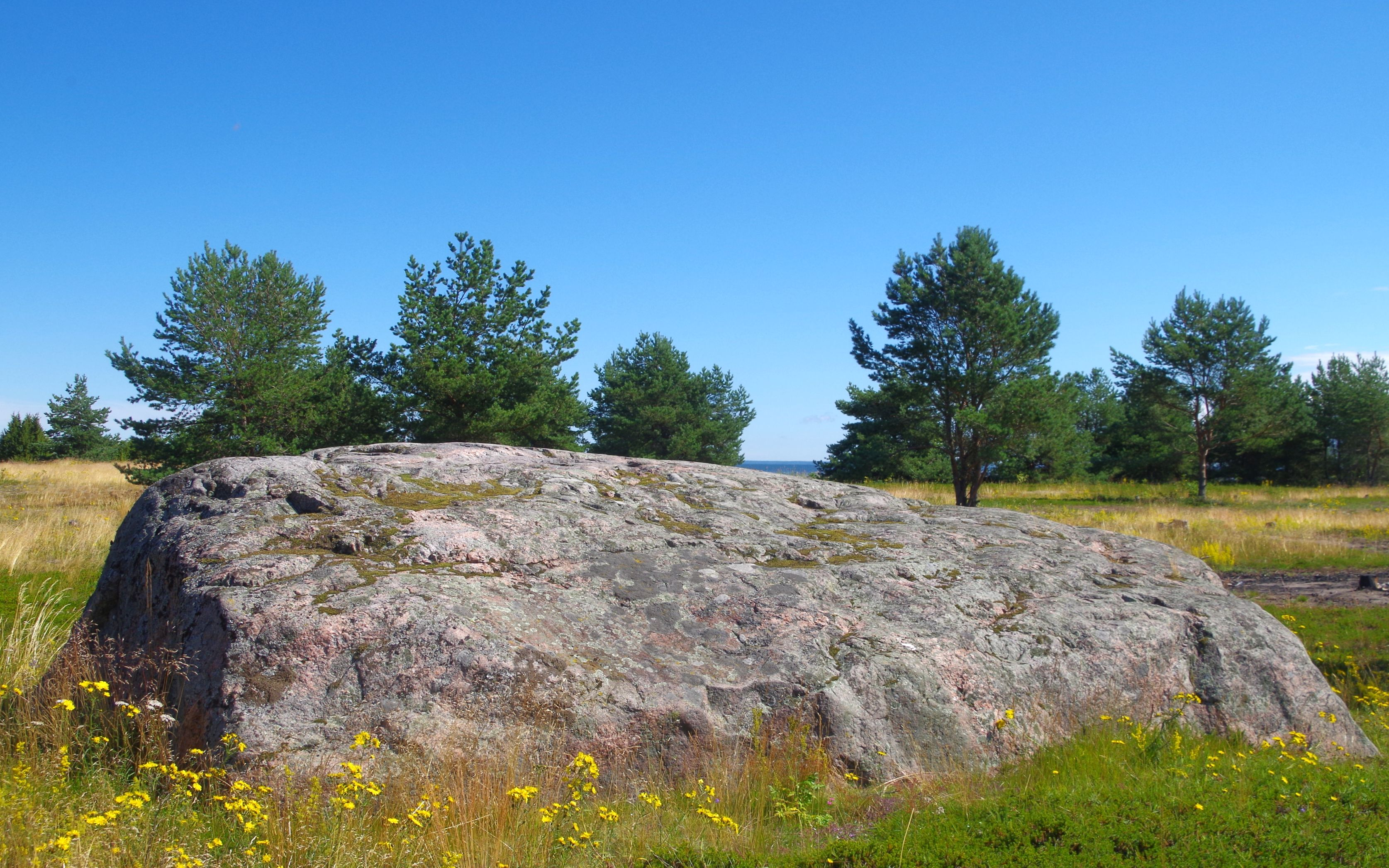
Zwerfsteen
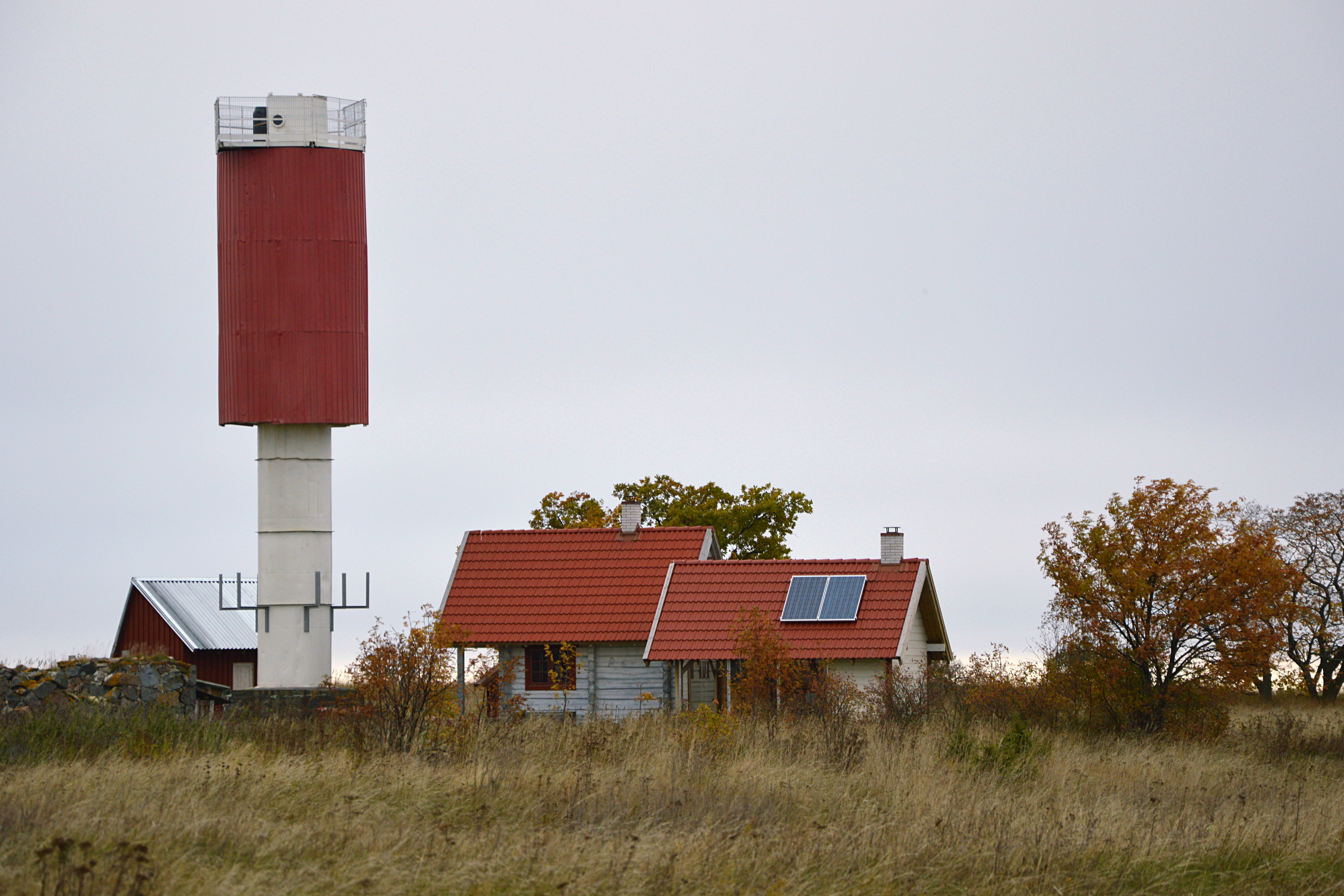
Observatiepost voor vogels. De toren is de voormalige lage vuurtoren
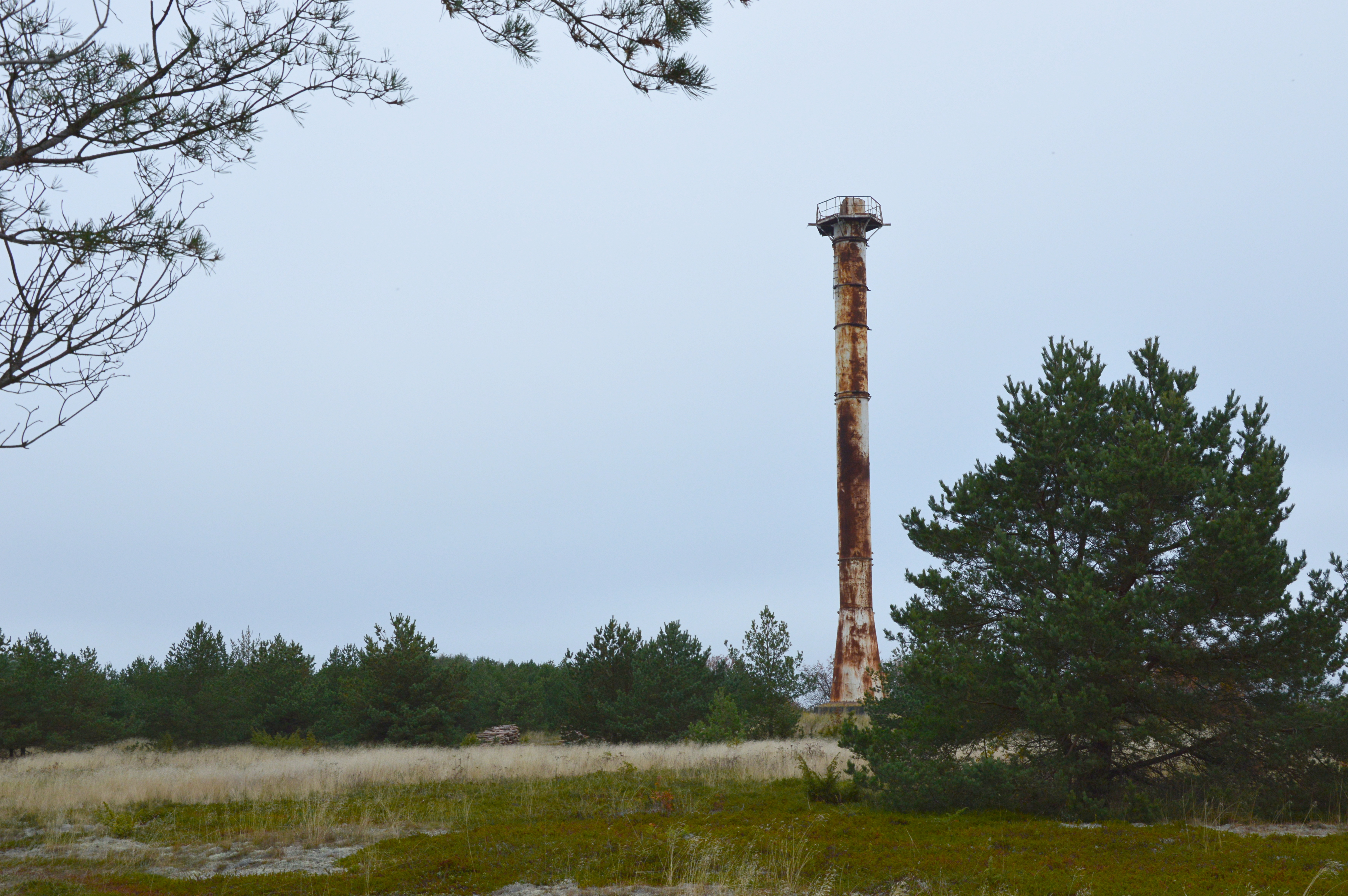
De hoge vuurtoren in 2015, vóór de breuk